# ギガウイング
『ギガウイング』（Giga Wing）は、匠が開発、カプコンが1999年3月に発売したアーケード用弾幕系シューティングゲーム。「リフレクトフォース」と呼ばれる敵弾を跳ね返すことで自分の攻撃力に置き換えることができるシステムを特徴とする。キャラクターデザインは漫画家の冬目景が担当。続編として『#ギガウイング2』、『翼神 ギガウイング ジェネレーションズ』がある。
同年11月にはドリームキャストへの移植版が発売された。また、『カプコンアーケードスタジアム』（Nintendo Switch版は2021年2月18日に配信、PlayStation 4版、Xbox One版、Steam版は同年5月25日に配信）にも収録。

## ゲームシステム
横画面の縦スクロールシューティングゲームである本作はレバーで移動、ショットとボムの2ボタンで攻撃を行い、「リフレクトフォース」を駆使して得点を稼ぐ。
リフレクトフォース
ショットボタンを一定時間押したままにするとバリアーを展開し、そのバリアーに触れた敵弾を反射し、攻撃手段とすることができる。リフレクトフォースは一定時間展開された後に使用不能時間があり、時間の経過で再使用可能となる。跳ね返した敵弾が敵に命中すると得点アイテムである「勲章」に変化する。これを取得することで次に述べる桁違いの得点が加算される。
得点
リフレクトフォースや敵破壊により「勲章」アイテムが出現する。勲章は形状ごとに異なった倍率が決められており、取得した勲章の倍率の総計が画面下に表示される。敵を倒したときに得られる点数は敵の素点と、現在までに取得した勲章倍率の総計を積算したもので、倍率はゲーム進行とともに加算されてゆくため、倍率は二乗関数的に増加し、得点は三乗関数的に増加するシステムである。これにより初心者でも得点は容易に千億に届き、上級者ともなれば数十兆から百兆を超える得点を出すことができる。
また点数表示が4桁ごとに色分けされている。
2P同時プレイ時の倍率の扱いは、各プレイヤーごとに倍率が別々に設定されており、その倍率の加算値も別々に計算される。
また本作には、自機に搭乗するパイロットのグラフィックが書き起こされ、ステージ間でキャラクターがモノローグを述べる(2人同時プレイの場合はパイロット同士が会話する)等の演出がある。

### 登場キャラクター
声優はドリームキャスト版のもの。
相楽信之介
声 - 森久保祥太郎
主人公。侍のような格好をした日本人の青年。18歳。雷を呼ぶ秘石「紫紺」を守護する一族の生まれ。
アイシャ
声 - 坂本真綾
幼い頃からエースパイロットとして育てられたシスターの少女。18歳。
シュトック
声 - 大塚明夫
体の半身を機械にした元医者の男性。35歳。
ルビー
声 - 折笠愛
孤児院を開いている元空賊の女性。24歳。

### 登場機体
雷迅
信之介が搭乗する戦術戦闘攻撃機。
ポーチカ
アイシャが搭乗する戦術支援攻撃機。
ヴィーダシュタント
シュトックが搭乗する戦術制空戦闘機。
カーマイン
ルビーが搭乗する戦術支援戦闘機。
ストレンジャー
特定のステージで出現するライバル機。

### 各機体のスペック
| 名称               | 翼幅  | 全長  | 全高（脚部含まず） | 重量 | 最大速度（高度6000m） | 実用上昇限度 | エンジン出力  | 補助動力ユニット       | 兵装（固定） | ペイロード | 乗員 |
| ------------------ | ----- | ----- | ------------------ | ---- | --------------------- | ------------ | ------------- | ---------------------- | ------------ | ---------- | ---- |
| 雷迅               | 11.3m | 11.6m | 3.1m               | 5.2t | 720km／h              | 14.000m      | 液冷4.500馬力 | フォースジェネレーター | 20mm機関砲×2 | 360kg      | 1名  |
| ポーチカ           | 13.8m | 11.8m | 2.8m               | 4.8t | 760km／h              | 18.000m      | 液冷4.500馬力 | フォースジェネレーター | 20mm機関砲×2 | 360kg      | 1名  |
| ヴィーダシュタント | 13.4m | 11.8m | 3.5m               | 4.3t | 790km／h              | 12.000m      | 液冷4.500馬力 | フォースジェネレーター | 20mm機関砲×2 | 360kg      | 1名  |
| カーマイン         | 13.2m | 12.2m | 4.1m               | 4.0t | 800km／h              | 10.000m      | 液冷4.500馬力 | フォースジェネレーター | 20mm機関砲×2 | 360kg      | 1名  |

## ギガウイング2
『ギガウイング2』（Giga Wing 2）は、匠が開発、カプコンが2000年1月に発売したアーケード用弾幕系シューティングゲーム。
2001年にドリームキャストへ移植された。移植版では4人プレイも追加されている。
得点に関して、倍率も加算値も共通であり、最大4人が全員別々にボルカノンを発生させ全員が別々に勲章を回収が出来る上、倍率の上限も10億倍で止まらなくなるため飛躍的にスコアを伸ばすことが出来る。
インストカードには「目指せ!垓スコア!」と書かれている。また、ドリームキャスト版の帯にはスキージャンプのK点越えとかけた「狙え!勝利の"京点"超え!」というフレーズが使われている。
キャラクターによる演出に関しては前作と同様の演出が採用されたが、シリーズ3作目の『翼神』ではキャラクターやストーリーが排除された。